# ديفيد فانول
ديفيد فانول (بالإنجليزية: David Vanole)‏ مواليد 6 فبراير 1963 في ريدوندو بيتش، الولايات المتحدة - الوفاة 15 يناير 2007، كان لاعب كرة قدم أمريكي كان يلعب كحارس مرمى. سبق له أن لعب في كأس العالم لكرة القدم مع منتخب بلاده.

## روابط خارجية
- ديفيد فانول على موقع الاتحاد الدولي (مؤرشف)  (الإنجليزية)
- ديفيد فانول على موقع قاعدة بيانات كرة القدم.إي يو (الإنجليزية)
- ديفيد فانول على موقع ناشيونال فوتبول تيمز (الإنجليزية)
- ديفيد فانول على موقع أوليمبيديا (الإنجليزية)